# Blautukane

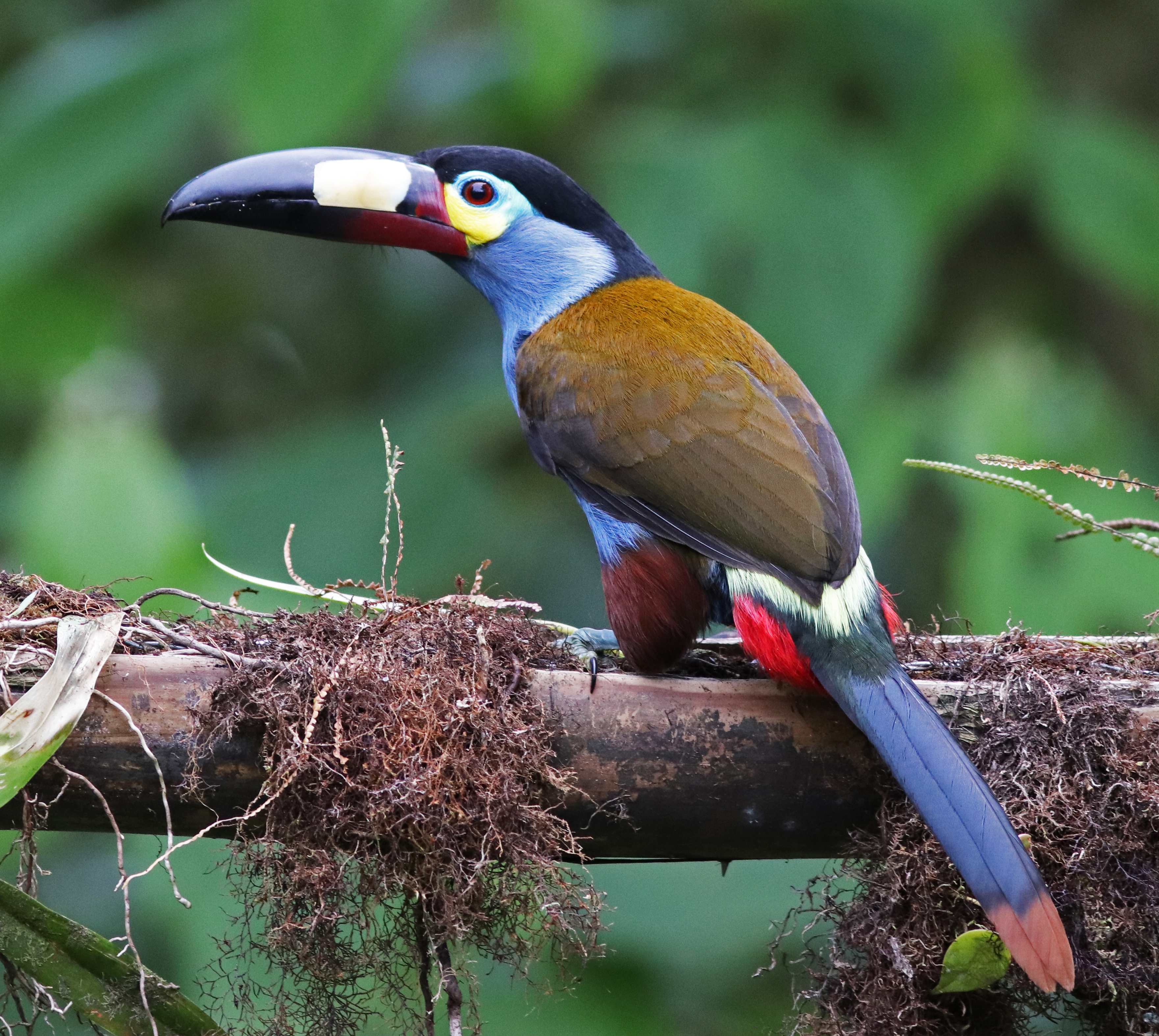
Leistenschnabeltukan (Andigena laminirostris)

Die Blautukane (Andigena) sind eine Vogelgattung aus der Familie der Tukane. Zu ihr gehören vier Arten mit vergleichsweise kleinen Verbreitungsgebieten innerhalb Südamerikas.

## Erscheinungsbild
Blautukane erreichen eine Körpergröße von 43 bis 50 Zentimetern. Die kleinste Art der Gattung ist der Blautukan mit einer Körpergröße zwischen 43 und 48 Zentimetern, die größte Art ist der Schwarzschnabeltukan, der zwischen 46 und 50 Zentimeter groß wird. Die Vögel haben ein partiell blaues oder blaugraues Körpergefieder. Am hellsten ist dieses beim Schwarzschnabeltukan, beim Schwarzkopftukan und beim Blautukan ist es am dunkelsten. Auf der Körperoberseite haben alle vier Arten olivbraune, graue oder schwarze Farbanteile. Alle Arten haben rote Unterschwanzdecken und weisen eine braune Schenkelfärbung auf. Keine der Arten zeigt einen auffälligen Sexualdimorphismus; Weibchen haben tendenziell einen etwas kürzeren Schnabel. Wie für Tukane charakteristisch haben sie lange Schnäbel; den längsten Schnabel weisen mit 9,2 bis 11,2 cm Länge die Männchen des Schwarzschnabeltukans auf. Die Weibchen dieser Art haben eine Schnabellänge von 7,2 bis 9,3 Zentimetern. Die Schnäbel sind teilweise sehr farbenprächtig, nur die Nominatform des Schwarzschnabeltukans hat einen vollständig schwarzen Schnabel.

## Verbreitung und Lebensraum
Alle vier Arten besiedeln Bergregen- und Nebelwälder der Andenregion von Venezuela bis Bolivien. Das größte Verbreitungsgebiet hat der Schwarzschnabeltukan, der in Venezuela, Kolumbien und Ecuador vorkommt. Das kleinste und südlichste Verbreitungsgebiet hat der Schwarzkopftukan, der lediglich in einem schmalen Streifen der andinen Bergregion vom äußersten Südosten Perus bis in den Nordwesten Boliviens vorkommt.
Die Höhenverbreitungen der Arten liegen zwischen 1.600 und 3.300 Höhenmetern.

## Lebensweise
Über die Lebensweise der Blautukane ist verhältnismäßig wenig bekannt.
Das Wissen über den Schwarzkopftukan beschränkt sich darauf, dass in der Regel Einzelvögel, Paare oder kleine Familientrupps mit bis zu vier Individuen beobachtet werden und sich die Art überwiegend von Früchten ernährt.
Auch über den Schwarzschnabeltukan weiß man nur, dass er sich überwiegend in Baumwipfeln aufhalten und in weiten Teilen des Verbreitungsgebietes oberhalb von 2.500 Metern der Blautukan typischerweise dessen ökologische Nische besetzt. Nur vereinzelt werden Schwarzschnabeltukane noch bis 3.200 Höhenmeter beobachtet. Über ihre Fortpflanzungsbiologie ist nahezu nichts bekannt. In Kolumbien wurden im März Schwarzschnabeltukane in Brutkondition beobachtet und im Juli Jungvögel gesehen.
Der Blautukan hält sich wie die drei anderen Arten überwiegend in Baumwipfeln auf; gelegentlich kommt er in Bodennähe, um dort Beeren zu suchen. Während der Nahrungssuche ist er manchmal auch mit Bergkassiken (Cacicus leucoramphus), Blaurücken-Bergtangaren (Buthraupis montana) und Riesendrosseln (Turdus fuscater) vergesellschaftet. Die Körperhaltung der Blautukane während der Nahrungssuche ist typischerweise sehr aufrecht. Die Nahrung besteht überwiegend aus Früchten; vermutlich spielt tierische Nahrung während der Nestlingsaufzucht eine Rolle. Über das Fortpflanzungsverhalten liegen keine Untersuchungsergebnisse vor. Vermutlich fällt die Brutzeit in Kolumbien in den Zeitraum Januar und Februar. In Peru wurden gerade ausgeflogene Jungvögel im November beobachtet.
Der Leistenschnabeltukan ist die derzeit am besten erforschte Art. Auch sie wird in kleinen Trupps von drei bis sechs Individuen beobachtet. Etwa 45 Tage vor Beginn der Brutzeit lösen sich diese Trupps auf. Früchte sind die Hauptnahrung der Leistenschnabeltukane, die Nestlinge werden aber auch mit Vogeleiern, Insekten, Schnecken und Mäusen gefüttert. Zu den Balzgesten zählt ein gegenseitiges Anbieten von Futter; die wenigen Kopulationen, die man im Freiland beobachtete, erfolgten nach einer Futterübergabe. Das Gelege besteht aus zwei bis drei Eiern, die in der trockensten Jahreszeit gelegt werden. Diese variiert mit der geographischen Breite ihres Vorkommens. Die Nestlinge sind unmittelbar nach dem Schlupf nackt, rosafarben und blind. Sie haben auffällige Fersenschwielen. Die Augen öffnen sich erst am 28. Tag, mit 46 bis 60 Tagen werden die Nestlinge flügge. Pro Gelege fliegen ein bis zwei Jungvögel aus.

## Haltung
Der Leistenschnabeltukan ist die einzige Art der Gattung Blautukane, die gelegentlich in Zoologischen Gärten und Vogelparks gezeigt wird. Zu Beginn des 21. Jahrhunderts gab es vier zoologische Gärten in Europa, die diese Art hielten, darunter der Weltvogelpark Walsrode. In Europa wurde die Art bis zu Beginn des 21. Jahrhunderts nicht nachgezüchtet, die Welterstzucht gelang 1974 dem Zoo von Los Angeles.

## Arten
Die folgenden Arten gehören zu den Blautukanen:
- Leistenschnabeltukan (A. laminirostris)
- Blautukan (A. hypoglauca)
- Schwarzkopftukan (A. cucullata)
- Schwarzschnabeltukan (A. nigrirostris)

## Belege

### Einzelbelege
1. ↑   Lantermann, S. 162
2. ↑   Lantermann, S. 169
3. ↑   Short et al., S. 366
4. ↑   Lantermann, S. 167
5. ↑   Short et al., S. 361
6. ↑   Short et al., S. 359
7. ↑   Lantermann, S. 164
8. ↑   Short et al., S. 363
9. ↑   Short et al., S. 364
10. ↑   Short et al., S. 365
11. ↑   Lantermann, S. 166
12. ↑   Lantermann, S. 167